# Sikorsky S-76

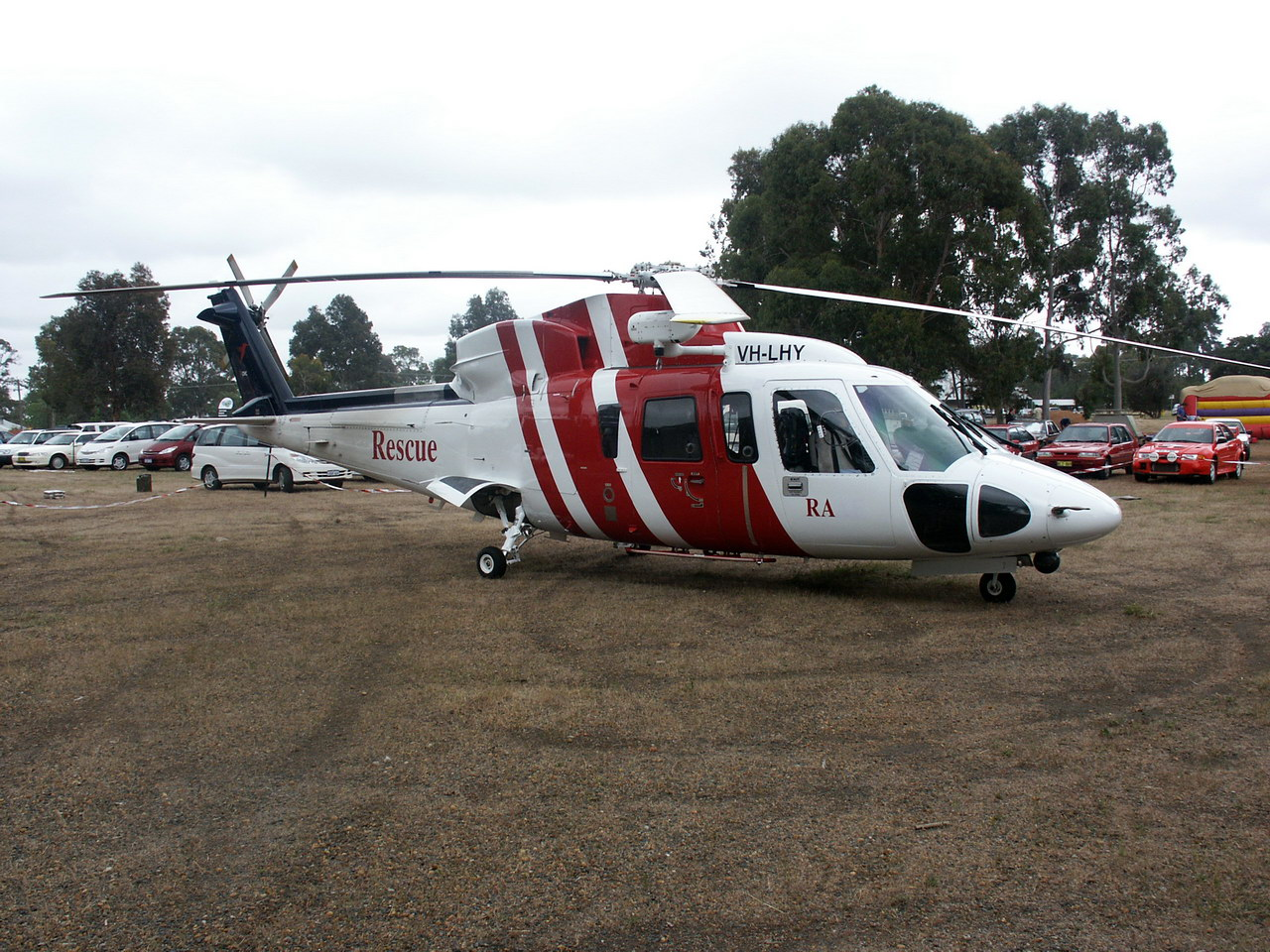
Рятувальний вертоліт S-76A Королівських Австралійських військово-повітряних сил.

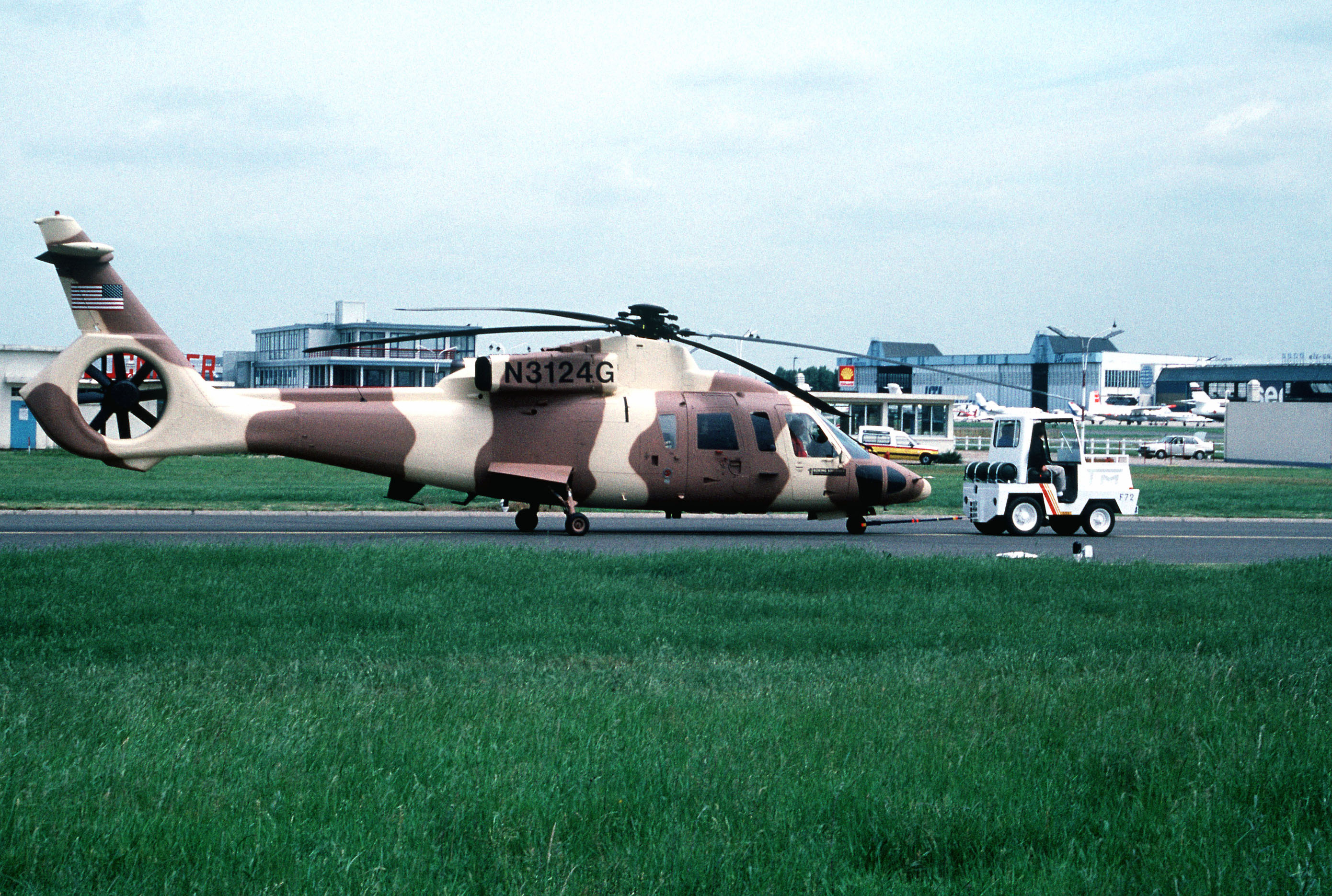
S-76B у Паризькому авіасалоні 1991 року

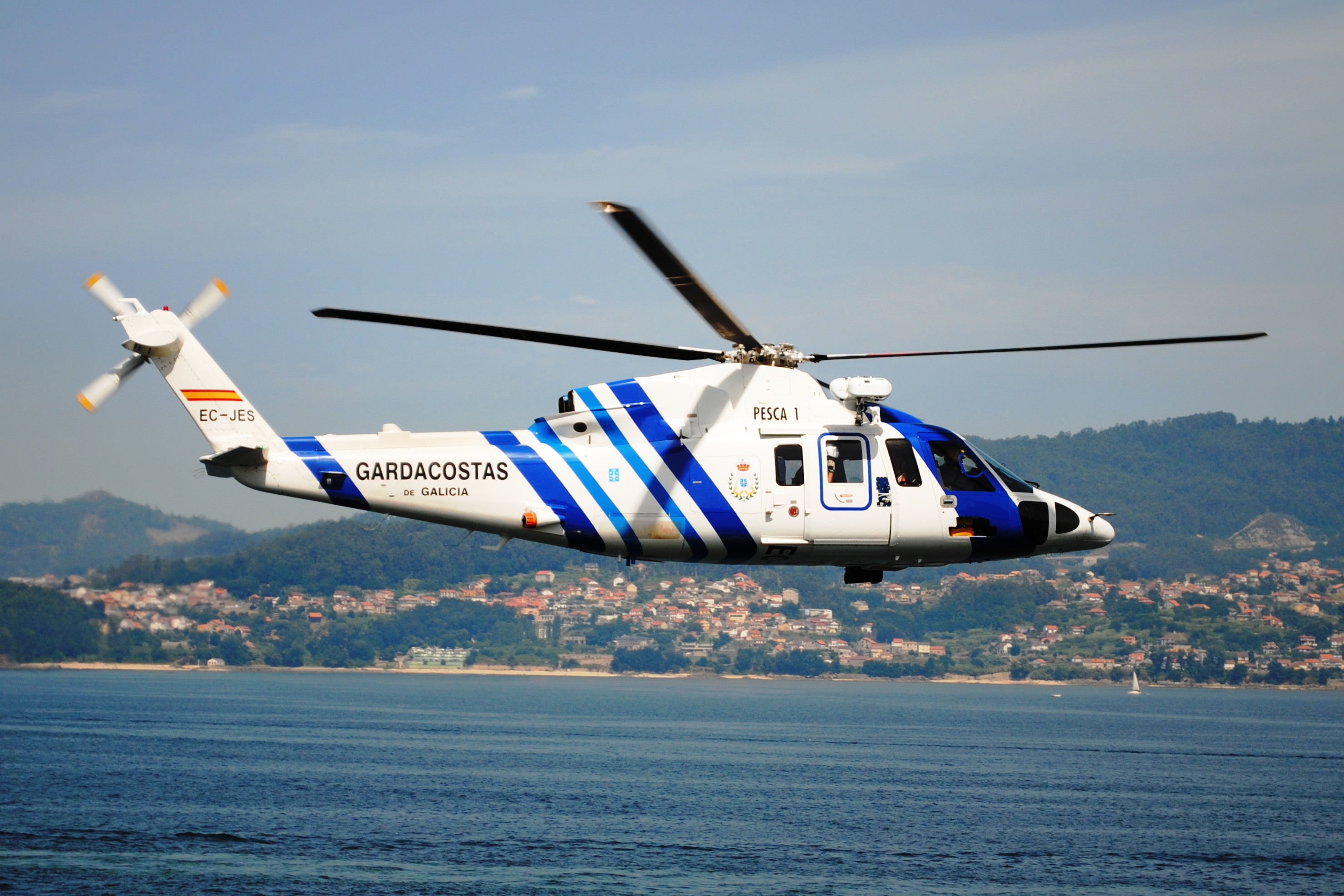
S-76C +

Сікорський S-76 (Спіріт) — багатоцільовий вертоліт середнього класу американського виробника Sikorsky. Машина працює на двох газотурбінних двигунах, має чотирилопастні тримальний та рульовий гвинти, а також шасі, що прибирається, як посадковий пристрій. Прототип виконав перший політ 13 березня 1977 року.

## Опис
Розробка машини почалася у компанії Sikorsky у середині 1970-х років. Цільовою групою були компанії, які шукали комерційний вертоліт середнього розміру, а також нафтовидобувна промисловість. Як основу для проектування використали досвід розробки Sikorsky UH-60. Прототип, який був розроблений для перевезення 2 пілотів і 12 осіб спочатку отримав як двигуни дві турбіни Allison 250C30 потужністю 478 кВт кожна.
S-76A був головним серійним варіантом. 1982 року цей тип досяг кількох класових рекордів в області швидкопідйомності, максимальної швидкості і максимальної висоти підйому. Після S-76A, у 1987 році S-76B з максимальною швидкістю 350 км/год побив світовий рекорд швидкості у своєму класі.
До грудня 2005 у виробництві була серія S-76C+ , оснащена двигунами Turbomeca Arriel 2С1 та системою FADEC. Кабіна пілота була оснащена системою EFIS виробництва корпорації Honeywell. Хвостовий гвинт можна було б зробити набагато тихішим з допомогою конструктивних змін. Для підвищення комфорту використовуються активні амортизатори шуму та вібрації. Тримальний гвинт виготовлено з композитних матеріалів. З 2000 року S-76 випускається у Чехії компанією AERO Vodochody. Остаточна збірка відбувається в Стратфорді (Конектикут, США) на заводі Sikorsky Aircraft Corporation.
Усі S-76++, зареєстровані з січня 2006 року, мають потужні двигуни Turbomeca Arriel 2S2, повітряний фільтр, вдосконалену і тихішу трансмісію та зміни у деталях внутрішнього устаткування та електроніки. В цілому є 92 замовлення на ці машини (станом на 1/2006). Базова ціна становить 10 млн. доларів США (2009).
Найновіший варіант називається S-76D, і він здійснив свій перший політ 7 лютого 2009 року в аеропорту William P. Gwinn поблизу West Palm Beach з головним пілотом-випробувальником Грегом Барнсом та Майком Хардівареном на борту. Корисне навантаження було збільшено на 454 кг (1000 фунтів), а дальність польоту на 92 км (50 миль) в порівнянні з S-76C++. Серед технічних удосконалень особливо помітна заміна двигунів Turbomeca Arriel двома турбовальними двигунами Pratt & Whitney 210S, потужністю 926 кВт (1241 к.с.) кожен. S-76D має тихий режим для роботи в чутливих до шуму місцях.
Схвалення Федеральної авіаційної адміністрації США (FAA) відбулося 12 жовтня 2012 року. Перші поставки мали відбутися того ж року.
1 травня 2011 року на Нюрбургринзі був встановлений світовий рекорд Гіннеса у повітряній рекламі. Sikorsky S-76A++ буксирував 1,3-тонний рекламний банер площею 5000 м².

## Версії
- S-76 MkII, підсилені двигуни, покращення деяких деталей
- S-76A, виготовлено 284 машин
- Зроблено S-76A+, пізніше S-76A, обладнаний Turbomeca Arriel 1S1, виготовлено 17 машин
- S-76B, двигун Pratt & Whitney Canada PT6 B36, виготовлено 101 машину
- S-76C, двигун Turbomeca Arriel 1s1, 43 машини
- S-76C+, 35 машин
- S-76C++
- S-76D, перший політ 7 лютого 2009 р., збільшена злітна вага і менша витрата палива, двигун Pratt & Whitney 210S, система FADEC, перша поставка 2012 року.
- AUH-76 — військова версія, розроблена на основі S-76 Mk II.
- Н-76 Eagle, те ж саме
- H-76N, запланована ВМС-версія 1984 року, не випускається.

## Використання
Різні версії S-76 використовуються в тому числі у США, Китаї, Бразилії, Естонії, Швеції, Фінляндії, Гватемалі, Йорданії, Мексиці, Панамі, Філіппінах, Іспанії, Японії, Таїланді, Тринідаді і Тобаго, Україні

## Технічні характеристики S-76B
| Характеристика                                                | Дані                                                                              |
| ------------------------------------------------------------- | --------------------------------------------------------------------------------- |
| Виробник                                                      | Sikorsky Aircraft Corporation                                                     |
| Діаметр тримального гвинта                                    | 13.41 м                                                                           |
| Довжина корпусу                                               | 13.22 м                                                                           |
| Загальна довжина                                              | 16.00 м                                                                           |
| Висота                                                        | 3.58 м                                                                            |
| Вага порожнього вертольота                                    | 2540 кг                                                                           |
| Злітна вага                                                   | 4671 кг                                                                           |
| Екіпаж                                                        | 2                                                                                 |
| Максимальна швидкість                                         | 350 км/год                                                                        |
| Висота польоту у завислому стані з ефектом повітряної подушки | 1890 м                                                                            |
| Практична стеля                                               | 4572 м                                                                            |
| Дальність польоту                                             | 748 км                                                                            |
| Додаткове навантаження                                        | До 12 пасажирів або 2131 кг вантажу                                               |
| Двигун                                                        | 2 х Detroit Diesel / Allison 250 C30s турбіни потужністю 478 кВт (650 к.с.) кожна |

## Вебпосилання
- Sikorsky Aircraft Вебсайт компанії [Архівовано 16 травня 2008 у Wayback Machine.]
- S-76A/A+/A+ дані і фото з flugzeuginfo.net [Архівовано 13 лютого 2014 у Wayback Machine.]
- S-76B дані і фото з flugzeuginfo.net [Архівовано 13 лютого 2014 у Wayback Machine.]
- S-76C/C+/C++ дані і фото з flugzeuginfo.net [Архівовано 13 лютого 2014 у Wayback Machine.]